# Потаро-Сипаруни
Потаро-Сипаруни (англ. Potaro-Siparuni) — регион в Гайане. Административный центр — город Мадия.
На севере Потаро-Сипаруни граничит с регионом Куюни-Мазаруни, на востоке с регионами Аппер-Демерара-Бербис и Ист-Бербис-Корентайн, на юге с регионом Аппер-Такуту-Аппер-Эссекибо, а на западе с Бразилией.

## Население
Правительство Гайаны проводило три официальных переписи, начиная с административных реформ 1980 года: в 1980, 1991 и 2002 годах. В 2012 году население региона достигло 10 190 человек. Официальные данные переписей населения в регионе Потаро-Сипаруни:
- 2012: 10 190 человек
- 2002: 10 095 человек
- 1991: 5 616 человек
- 1980: 4 485 человек